# 森清 (町工場評論家)
森 清（もり きよし、1933年3月11日 - ）は、日本の評論家、山野美容芸術短期大学名誉教授。

## 略歴
東京府東京市（現東京都江戸川区）出身。1952年東京都立江戸川高等学校卒、法政大学第二文学部中退。自動車工場などで働く。羽生田鉄工場に勤務、東京工場製造課長。そのかたわら文筆家として活動し、のち山野美容芸術短期大学教授、副学長を務める。働くこと、生きることをテーマに文筆活動を展開。

## 著書
- 『生産のなかの人間 働くこと生きること』日本能率協会 1971
- 『解体する工場 工場生活者のノート』ダイヤモンド社(ダイヤモンド現代選書)1974
- 『創造するリーダー』ダイヤモンド社 (職場リーダー読本)1975
- 『町工場 もうひとつの近代』朝日新聞社 1979　のち選書
- 『怒らぬ若者たち』1980 講談社現代新書
- 『「西葛西-馬込沢」間 町工場に通勤する日々を暮して』日本経済評論社 1980
- 『町工場のロボット革命』ダイヤモンド社 (ダイヤモンド現代選書)1982
- 『中小工場の可能性 人間・技術・経営』日本経済新聞社 1983
- 『ロボタイゼーション』技術と人間 1984
- 『町工場からの発想』1985 講談社文庫
- 『ビジネスマン転機の発想 私の「正法眼蔵随聞記」』日本経済新聞社 1985
- 『中小企業「攻め」の戦略 内需型時代のタフネス・カンパニー』ダイヤモンド社 1988
- 『ハイテク社会と労働 何が起きているか』1989 岩波新書
- 『働くということ』労働旬報社(青春ライブラリー 1991
- 『労働の近未来へ 森清対談集』日本評論社 1991
- 『大拙と幾多郎』1991 朝日選書 のち岩波現代文庫
- 『日本は「中小企業国」だから強い』ダイヤモンド社 1991
- 『選び取る「停年」 四五歳の自分発見』1992 (講談社現代新書)
- 『旋盤ひとつでアジアが見える ボランティアとビジネスの接点から』学陽書房 1993
- 『甦る中小企業 ものづくりにかける心』ダイヤモンド社 1993
- 『母なる中海 汽水湖は21世紀文明の子宮』ダイヤモンド社 1996
- 『会社で働くということ』1996 岩波ジュニア新書
- 『仕事術』1999 (岩波新書)
- 『生死の作法』2002 (岩波アクティブ新書)
- 『働くって何だ 30のアドバイス』2006 (岩波ジュニア新書)

### 共著
- 『コンピュータAI世紀』土方智共著 朝日新聞社 1986